# Chinezen in Cambodja
Er zijn ruim 340.000 Chinezen in Cambodja, overwegend van Han-Chinese afkomst. De Chinezen hebben vóór de Vietnamoorlog voor veel economische groei gezorgd. Later zijn velen naar het buitenland gevlucht.

## Geschiedenis
In de jaren zestig en zeventig waren er 425.000 Chinese Cambodjanen, ze vormden daarmee de grootste minderheidsgroepering. In 1984 waren er nog 61.400 Chinezen over in Cambodja. Vele Chinese Cambodjanen waren tijdens de Vietnamoorlog gevlucht naar landen als Frankrijk. In Frankrijk zijn ze vooral geconcentreerd in Parijs Chinatown.

## Subgroepen
Zestig procent van de Chinezen in Cambodja spreekt het Chaozhouhua als moedertaal, twintig procent Standaardkantonees en zeven procent Minnanyu. Hainanhua- en Hakka-dialecten vormen vier procent.
Negentig procent van de Chinese Cambodjanen is van Chaozhounese afkomst. Zij waren de eerste Chinezen in Cambodja. In de jaren dertig van de 20e eeuw kwamen de meeste Kantonezen. De Minnannezen zijn de rijkste subgroep onder de Chinezen in Cambodja. De Hakka's vormen de jongste groep Chinese immigranten en werken voornamelijk als tandarts, Chinese medicijnenverkoper of schoenmaker.

## Cambodjanen van Chinese afkomst
- Nuon Chea (劉平坤)
- Haing Somnang Ngor (吳漢潤)
- Pol Pot/Saloth Sar
- Chea Sim
- Khieu Samphan
- Ieng Sary
- Hun Sen